# كريستيان راميريز
كريستيان راميريز (12 أغسطس 1994 بسانتو دومينغو في الإكوادور - ) هو لاعب كرة قدم إكوادوري في مركز الظهير. شارك مع منتخب الإكوادور تحت 17 سنة لكرة القدم ومنتخب الإكوادور تحت 20 سنة لكرة القدم ومنتخب الإكوادور لكرة القدم. أما مع النوادي، فقد لعب مع فورتونا دوسلدورف ونادي فيرينتسفاروشي ونادي نورنبرغ وإنديبندينتي ديل فال.

## وصلات خارجية
- كريستيان راميريز على موقع الاتحاد الدولي (مؤرشف)  (الإنجليزية)
- كريستيان راميريز على موقع الاتحاد الأوربي (الإنجليزية)
- كريستيان راميريز على موقع قاعدة بيانات كرة القدم.إي يو (الإنجليزية)
- كريستيان راميريز على موقع ناشيونال فوتبول تيمز (الإنجليزية)
- كريستيان راميريز على موقع Soccerway.com (الإنجليزية)
- كريستيان راميريز على موقع عالم كرة القدم.نت (الإنجليزية)
- كريستيان راميريز على موقع AS.com (الإسبانية)